# 東南アジア競技大会
東南アジア競技大会（とうなんアジアきょうぎたいかい、英語名：Southeast Asian Games、英語略称：SEA Games (SEAG)）は、東南アジアスポーツ連盟（South East Asian Sports Federation、略称SEASF）が主催する総合競技大会である。東南アジア地域の友好、理解、平和と、オリンピック・ムーブメントの振興を目的としている。
1959年、第1回大会がタイにて開催された。参加国はタイ、ビルマ（現・ミャンマー）、マレーシア、シンガポール、ラオス、ベトナムの6カ国で、その後フィリピン、インドネシア、ブルネイ、カンボジア、東ティモールも参加している。
もともとの英語名は、South East Asian Peninsular GAMESと呼ばれていたが、第9回大会から現在の英語名に変更された。

## 開催地
| 回     | 期間   | 開催都市                 | 開催国       |
| ------ | ------ | ------------------------ | ------------ |
| 第1回  | 1959年 | バンコク                 | タイ         |
| 第2回  | 1961年 | ラングーン               | ビルマ       |
| 第3回  | 1965年 | クアラルンプール         | マレーシア   |
| 第4回  | 1967年 | バンコク                 | タイ         |
| 第5回  | 1969年 | ラングーン               | ビルマ       |
| 第6回  | 1971年 | クアラルンプール         | マレーシア   |
| 第7回  | 1973年 | シンガポール             | シンガポール |
| 第8回  | 1975年 | バンコク                 | タイ         |
| 第9回  | 1977年 | クアラルンプール         | マレーシア   |
| 第10回 | 1979年 | ジャカルタ               | インドネシア |
| 第11回 | 1981年 | マニラ                   | フィリピン   |
| 第12回 | 1983年 | シンガポール             | シンガポール |
| 第13回 | 1985年 | バンコク                 | タイ         |
| 第14回 | 1987年 | ジャカルタ               | インドネシア |
| 第15回 | 1989年 | クアラルンプール         | マレーシア   |
| 第16回 | 1991年 | マニラ                   | フィリピン   |
| 第17回 | 1993年 | シンガポール             | シンガポール |
| 第18回 | 1995年 | チェンマイ               | タイ         |
| 第19回 | 1997年 | ジャカルタ               | インドネシア |
| 第20回 | 1999年 | ブルネイ                 | ブルネイ     |
| 第21回 | 2001年 | クアラルンプール         | マレーシア   |
| 第22回 | 2003年 | ハノイ                   | ベトナム     |
| 第23回 | 2005年 | マニラ、セブ             | フィリピン   |
| 第24回 | 2007年 | ナコーンラーチャシーマー | タイ         |
| 第25回 | 2009年 | ビエンチャン             | ラオス       |
| 第26回 | 2011年 | パレンバン、ジャカルタ   | インドネシア |
| 第27回 | 2013年 | ネピドー                 | ミャンマー   |
| 第28回 | 2015年 | シンガポール             | シンガポール |
| 第29回 | 2017年 | クアラルンプール         | マレーシア   |
| 第30回 | 2019年 | マニラ                   | フィリピン   |
| 第31回 | 2022年 | ハノイ                   | ベトナム     |
| 第32回 | 2023年 | プノンペン               | カンボジア   |
| 第33回 | 2025年 | チョンブリー             | タイ         |
| 第34回 | 2027年 | クアラルンプール         | マレーシア   |
| 第35回 | 2029年 | シンガポール             | シンガポール |